# 周塤
周埙（1463年—？），字仲鸣，直隶常州府武進縣人，民籍，明朝政治人物。

## 生平
成化二十二年（1486年）丙午科應天府鄉試第五十八名舉人。弘治十二年（1499年）中式己未科會試第十八名，二甲第三十三名進士。歷官南京刑部员外郎，正德三年（1508年）二月升雲南按察司佥事，四年四月考察降调，降大名府通判，六年十月刘六、刘七破直隶广平县，巡抚都御史萧翀劾奏参将庄鉴、大名通判周埙畏缩不进，被革职。

## 家族
曾祖周忠。祖周嵩。父周纲。前母楊氏，母王氏。慈侍下。